# تايلر بيتس
تايلر لوكاس بيتس (بالإنجليزية: Tyler Lucas Bates)‏ هو مؤلف موسيقى تصويرية وموسيقي ومنتج أسطوانات وملحن وعازف قيثارة أمريكي، ولد في 5 يونيو 1965 في لوس أنجلوس في الولايات المتحدة.

## وصلات خارجية
- الموقع الرسمي
- تايلر بيتس على موقع IMDb (الإنجليزية)
- تايلر بيتس على موقع ميوزك برينز (الإنجليزية)
- تايلر بيتس على موقع بوكس أوفيس موجو (الإنجليزية)
- تايلر بيتس على موقع أول ميوزيك (الإنجليزية)
- تايلر بيتس على موقع ديسكوغز (الإنجليزية)
- تايلر بيتس على موقع قاعدة بيانات الفيلم (الإنجليزية)